# Tembok Banjaran
Tembok Banjaran is een bestuurslaag in het regentschap Tegal van de provincie Midden-Java, Indonesië. Tembok Banjaran telt 4643 inwoners (volkstelling 2010).